# Dani García García
Daniel García García, más conocido como Dani García (Mataró, España, 30 de enero de 1998), es un jugador de baloncesto español. Juega en la posición de base y su actual equipo es el UCAM Murcia CB de la Liga ACB de España. Estudió en el Xaloc fue entrenado por su profesor del colegio Julio Gallego

## Carrera deportiva
Llegó al club barcelonés en el año 2014, tras disputar en La Selva con la UE Mataró, la fase final del Campeonato de Cataluña cadete. Su equipo fue cuarto, tras perder los dos únicos partidos ante el subcampeón (Joventut de Badalona) y el San Cugat en 3r y 4rto puesto. Al final de aquella misma temporada, en el 2014, fichó por el Club Bàsquet L'Hospitalet.
Con tan sólo 15 años, estuvo dos temporadas consecutivas con el club. En la siguiente temporada, llegó a la fase final del Campeonato de Cataluña Junior quedando Subcampeón de Cataluña Junior y sexto en el Campeonato de España de clubes, además de conseguir el galardón de Mejor Pasador del Campeonato. En el 2016-17 su club decidió ofrecerle un contrato en LEB Plata con el primer equipo del Club Bàsquet L'Hospitalet. 
A finales de julio del 2017, se concretó su fichaje por el Bàsquet Manresa para jugar las próximas 4 temporadas vinculado con el CB Martorell de LEB Plata.
El 3 de agosto de 2018, se oficializó, por parte del Bàsquet Manresa, la cesión a Club Baloncesto Peñas Huesca por la campaña 2018/19. Dani García fue una de las sensaciones de la temporada 2018/19 en la liga LEB Oro, en la que llegó a ser MVP en la jornada 13 gracias a sus 17 puntos, 3 rebotes, 10 asistencias, 3 recuperaciones y 1 falta recibida para un total de 30 puntos de valoración. La temporada regular la concluyó promediando 5,1 puntos, 3,2 rebotes y 3,2 asistencias para una media de 7,2 de valoración por partido.
El 7 de mayo de 2019, García vuelve a las órdenes del Bàsquet Manresa para lo que resta de temporada para jugar en Liga ACB.
En julio de 2019, regresa al Club Baloncesto Peñas Huesca para disputar la Liga LEB Oro, cedido por el Bàsquet Manresa.
En julio de 2020, firma con el Bàsquet Girona para disputar la Liga LEB Oro, cedido por el Bàsquet Manresa, regresando en enero de 2021.
El 29 de junio de 2024, firma por el UCAM Murcia CB de la Liga ACB de España.